# Сахель (область)
Сахель (фр. Sahel) — область на севере Буркина-Фасо.
- Административный центр — город Дори.
- Площадь — 36 130 км², население — 808 928 человек (2006 год).

Действующий губернатор — Била Дипама.

## География
На юго-востоке граничит с Восточной областью, на юге с Северо-Центральной областью, на юго-западе с Северной областью, на северо-западе с Мали, на северо-востоке с Нигером.
Территория области находится в сахельской зоне, с жарким тропическим климатом и редкими осадками. Ландшафт Сахеля — сухая саванна с редкой растительностью, на крайнем севере области переходящая в полупустыню. Значительная часть этой территории включена в природоохранный резерват Сахель.

## Население
Область населяют туареги, фульбе и белла.

## Административное деление
В административном отношении область разделена на 4 провинции, в свою очередь делящихся на 26 департаментов:
| № | Провинция | Адм. центр  | Население, чел. (2006) |
| - | --------- | ----------- | ---------------------- |
| 1 | Удалан    | Гором-Гором | 197 240                |
| 2 | Сено      | Дори        | 264 815                |
| 3 | Сум       | Джибо       | 348 341                |
| 4 | Яга       | Себба       | 159 485                |

## Экономика
Основным занятием местного населения является сельское хозяйство, преимущественно скотоводство. Туареги известны также как искусные ремесленники.